# Вольнова, Марина Ивановна
Мари́на Ива́новна Вольно́ва (род. 26 июля 1989 года) — заслуженный мастер спорта Казахстана по боксу, бронзовый призёр Олимпиады-2012 в Лондоне.

## Биография
Родилась в городе Казалинске Кызылординской области в Казахстане. Первый тренер заслуженный тренер Казахстана по боксу Кулбаев Бахытбек Жумабекулы.Тренируется в Астане под руководством заслуженного тренера Казахстана по боксу Маржикпаева Берика Боромбаевича. Чемпионка Азии 2010 года, серебряная призёр чемпионата мира 2010 года. Четырехкратная победительница чемпионата Казахстана по боксу. В совершенстве владеет казахским языком.
Участник Олимпиады 2012 года в Лондоне. Победив Элизабет Андиего (Кения) со счетом 20:11 и Саванну Маршалл (Великобритания) со счетом 16:14, уступила со счетом 15:29 американке Клариссе Шилдс в полуфинальном бою. Результат — бронза лондонской Олимпиады.